# Tilapia bakossiorum
Tilapia bakossiorum je kriticky ohrožený druh ryby z čeledi vrubozubcovití, endemitní v jezeře Bermin v Kamerunu. Je ohrožený znečišťováním a sedimenty způsobenými lidskou činností a potenciálně velkými emisemi oxidu uhličitého (CO2) ze dna jezera.